# Oophaga sylvatica
El kiki (Oophaga sylvatica) es una especie de rana veneno de dardo.
Se distribuye por el sudoeste de Colombia y el noroeste de Ecuador.
Su hábitat natural se conforma de bosque submontano húmedo subtropical o tropical, pudiendo sobrevivir también en zonas moderadamente alteradas.
La especie está amenazada por destrucción de hábitat.